# Caso perlativo
En gramática , el caso perlativo ( abreviado per ) es un caso gramatical que expresa que algo se movió "a través" o "a lo largo" del referente del sustantivo que se marca. El caso se encuentra en una serie de lenguas aborígenes australianas como el guugu yalandji, el kaurna ,el groenlandés , y en lenguas chukoto-kamchatka así como en el aimara , el inuktitut y las lenguas extintas tocarias.